# Православие в Зимбабве
В 1968 году в Зимбабве была образована Родезийская епархия, сейчас — Зимбабвийская и Ангольская митрополия.
В 1994 году здесь насчитывалось 12 православных общин и всего 3 священника. Здесь был начат перевод Литургии свт. Иоанна Златоуста и литургических текстов на местный язык шона.
Переводом занимался Рафаэль Ганда, уроженец Зимбабве, который до этого стажировался в Греции на офицерских курсах. Здесь познакомился с Православием, а дома уже крестился и поступил в семинарию. Один из способов знакомства с Православием — это когда молодые люди из стран Африки едут учиться в Европу или Северную Америку.
Кафедральный собор в Хараре освящен в честь Пресвятой Троицы.
В 1999 году переводчики закончили перевод на язык шона Евангелия и богослужебных книг. Информация на 1999 год: в Зимбабве 3 православные общины и 2 священника.
С 25 марта 2001 года митрополитом Зимбабвийским является Кирилл (Икономопулу).